# Björkesjön (Härryda socken, Västergötland)
Björkesjön är en sjö i Härryda kommun i Västergötland och ingår i Göta älvs huvudavrinningsområde. Sjön är 10 meter djup, har en yta på 0,118 kvadratkilometer och är belägen 86,9 meter över havet. Sjön avvattnas av vattendraget Dala å.

## Delavrinningsområde
Björkesjön ingår i det delavrinningsområde (640452-129639) som SMHI kallar för Mynnar i Gullbergsån. Medelhöjden är 121 meter över havet och ytan är 8 kvadratkilometer. Det finns ett avrinningsområde uppströms, och räknas det in blir den ackumulerade arean 11,46 kvadratkilometer. Dala å som avvattnar avrinningsområdet har biflödesordning 4, vilket innebär att vattnet flödar genom totalt 4 vattendrag innan det når havet efter 41 kilometer. Avrinningsområdet består mestadels av skog (75 procent). Avrinningsområdet har 0,67 kvadratkilometer vattenytor vilket ger det en sjöprocent på 8,3 procent. Bebyggelsen i området täcker en yta av 0,4 kvadratkilometer eller 5 procent av avrinningsområdet.